# Ptychadena stenocephala
Ptychadena stenocephala és una espècie de granota que viu al Camerun, Costa d'Ivori, Guinea, Uganda i, possiblement també, a la República Centreafricana, Libèria i Nigèria.